# David Crane
David Crane (West New York, 13 agosto 1957) è un autore televisivo statunitense, noto per essere il creatore della sitcom Friends con Marta Kauffman.

## Biografia e carriera
David Crane ha iniziato la sua carriera di attore alla Brandeis University con Marta Kauffman. Sono stati una squadra per più di 20 anni. Ha iniziato a lavorare in teatro a New York. Lui e Marta hanno collaborato e lavorato con Michael Skloff (compositore) e prodotto numerosi musical. Uno di questi era una versione teatrale del film "Arthur".
Con la Kauffman ha scritto il libro e il testo per il musical Personals, che ha ricevuto un Outer Critics Award e una nomination al Drama Desk. Sono stati co-produttori esecutivi di Dream On per molti anni. Questa serie ha ottenuto una nomination agli Emmy come miglior serie comica nel 1993 e ha vinto un Cable Ace Award nel 1992.
Hanno creato la commedia The Powers That Be con John Forsythe, David Hyde Pierce e altri. Hanno inoltre creato e sono stati produttori esecutivi di Family Album, L'atelier di Veronica e sono stati i produttori esecutivi di Jesse. Sono diventati ancora più famosi grazie a Friends che è durato per 10 stagioni (1994-2004).
David vive con suo marito Jeffrey Klarik. Insieme hanno creato le serie The Class - Amici per sempre e Episodes.